# منینگ (داکوتای شمالی)
منینگ(به انگلیسی: Manning) شهری در ایالت داکوتای شمالی کشور ایالات متحده آمریکا است که جمعیت آن در سرشماری سال ۲۰۱۰ میلادی، ۷۴ نفر بوده‌است.